# Herman Rigelnik
Herman Rigelnik (ur. 29 marca 1942 w Mežicy) – słoweński polityk, inżynier i menedżer, minister i wicepremier, w latach 1992–1994 przewodniczący Zgromadzenia Państwowego.

## Życiorys
Absolwent metalurgii na Uniwersytecie Lublańskim i ekonomii na Uniwersytecie w Mariborze. Pracował w przemyśle, był m.in. dyrektorem generalnym przedsiębiorstwa w Celje. W latach 1982–1983 pełnił funkcję ministra przemysłu, budownictwa i energii w rządzie Socjalistycznej Republiki Słowenii. Następnie do 1991 stał na czele koncernu Gorenje. W drugiej połowie lat 80. wchodził w skład komitetu centralnego słoweńskiego oddziału Związku Komunistów Jugosławii.
W okresie przemian politycznych dołączył do Liberalnej Demokracji Słowenii (LDS). W 1992 wszedł w skład słoweńskiego rządów jako wicepremier do spraw gospodarczych. Następnie od tegoż roku do 1994 stał na czele słoweńskiego parlamentu.
W połowie lat 90. wycofał się z aktywności politycznej, został wówczas dyrektorem generalnym przedsiębiorstwa ACH. W latach 2000–2007 był konsulem honorowym Brazylii. Zarządzał też słoweńskim oddziałem koncernu DaimlerChrysler. W 2004 współtworzył think tank Forum 21.